# Operación Pata de Palo
La Operación Pata de Palo (en hebreo: מבצע רגל עץ, Mivtzá Regel Etz) fue un ataque de Israel a la Organización para la Liberación de Palestina (OLP), con sede en Hammam al-Shatt, Túnez, a 12 kilómetros de la capital de Túnez. Se llevó a cabo el 1 de octubre de 1985. Con una distancia de 1.280 millas (2060 km), esta fue la operación más alejada de Israel llevada a cabo por las Fuerzas de Defensa de Israel desde la Operación Entebbe, en Uganda, en 1976. Por esta razón, fuentes de Túnez creyeron que Estados Unidos tendría que haber estado al tanto del ataque o incluso haber estado implicado.

## Antecedentes
Túnez había hecho anteriormente gestos amistosos hacia Israel. Después que el presidente Bourguiba visitara un campamento de refugiados palestinos en Jordania, instó a los estados árabes a reconocer a Israel. Túnez fue suspendido de la Liga Árabe por adoptar tal postura.
Después de la Segunda Guerra del Líbano de 1982, la OLP tenía su sede en Túnez. El 25 de septiembre de 1985, tres civiles israelíes fueron asesinados en su yate en la costa de Larnaca, Chipre. El ataque tuvo lugar en el día santo judío de Yom Kippur. Una sección de élite de la OLP, conocido como la Fuerza 17 se atribuyó el ataque. Los israelíes afirmaron que las víctimas eran turistas, pero los palestinos dijeron que eran agentes del Mossad, encargados de la vigilancia del tráfico naval palestino hacia Chipre. Ese ataque fue una respuesta por la captura y el encarcelamiento del alto comandante de la Fuerza 17, Faisal Abu Sharah por los israelíes hacía dos semanas. El barco estaba navegando y fue interceptado por los israelíes en aguas internacionales en el camino de Chipre a Líbano.
El gabinete israelí y la Fuerza Aérea de Israel buscaron represalias inmediatas, y eligieron la sede tunecina de la OLP como su objetivo. Datos suministrados al gobierno israelí por Jonathan Pollard facilitaron en gran medida el ataque.
En la víspera del ataque, Túnez expresó su preocupación a los Estados Unidos sobre la eventualidad de un posible ataque de Israel. Sin embargo, los EE.UU., según un alto funcionario tunecino, aseguraron al gobierno tunecino que no había razón para preocuparse.

## La Operación
El ataque se llevó a cabo por ocho F-15 Eagles. A las 07:00 el 1 de octubre, las aeronaves despegaron de la base aérea de Tel Nof. Un Boeing 707 muy modificado para las operaciones de reabastecimiento de combustible repostó los F-15s en pleno vuelo sobre el mar Mediterráneo con el fin de permitir que la operación se ejecutará sobre tan gran distancia. La marina israelí había estacionado un barco de transporte de helicópteros cerca de Malta para recuperar pilotos derribados, pero estos no llegaron a ser necesarios. La ruta fue diseñada para evitar ser detectados por los radares de Egipto y Libia, y por los barcos de la Marina de Estados Unidos patrullando el Mediterráneo. Los F-15s volaron a baja altura sobre la costa y dispararon municiones guiadas con precisión contra la sede de la OLP, un grupo de edificios de color arena a lo largo de la orilla del mar. Los aviones atacaron en primer lugar el objetivo más al sur para que el viento del norte no levantara humo sobre los objetivos del norte. El ataque duró seis minutos, tras lo cual los F-15s volaron de regreso a Israel, repostando de nuevo en el Boeing 707.
La sede de la OLP fue completamente destruida, sin embargo Yasser Arafat, el jefe de la organización, no se encontraba allí en ese momento y resultó ileso. Israel afirmó que unos 60 miembros de la OLP habían sido muertos, incluyendo a varios líderes de la Fuerza 17 y varios de los guardaespaldas de Arafat. Además, la operación causó víctimas entre los transeúntes civiles. Según otra fuente, 56 palestinos y 215 tunecinos murieron y un centenar resultaron heridos.
Debido a que el ataque se llevó a cabo a tanta distancia de Israel, fuentes de Túnez creen que el ataque debió haber sido conocido por los Estados Unidos, o incluso haber estado implicados en él.

## Consecuencias
El ataque provocó una protesta fuerte, incluso en los Estados Unidos, el principal aliado de Israel. Aunque inicialmente el ataque fue calificado como una "respuesta legítima al terrorismo", la administración Reagan dijo más tarde que el ataque "no puede ser tolerado". El ataque también perjudicó las relaciones entre la administración de EE.UU. y el presidente tunecino, Habib Bourguiba. Al creer que los EE.UU. estaban avisados del ataque, y que posiblemente estaban involucrados, Túnez se planteó romper relaciones diplomáticas con los EE.UU.
Egipto suspendió las negociaciones con Israel sobre la disputada ciudad  fronteriza de Taba . El primer ministro israelí, Shimon Peres, declaró que "fue un acto de defensa propia."
En la resolución 573 del Consejo de Seguridad de la ONU (1985) el Consejo de Seguridad votó (con la abstención de los Estados Unidos) para condenar el ataque en territorio tunecino como una violación flagrante de la Carta de las Naciones Unidas y consideró que Túnez tenía derecho a una adecuada reparación.
El 9 de octubre de 1985 en respuesta al ataque israelí contra Túnez, los miembros de la organización radical palestina Frente de Liberación Popular secuestraron el crucero italiano Achille Lauro y asesinaron a uno de los rehenes a bordo de la nave.
- Datos: Q45156
- Multimedia: Operation Wooden Leg / Q45156